# Домаћи лист
Домаћи лист је илустровани часопис за народну привреду, поуку и забаву који је излазио у Сомбору од 1. јануара 1890. до 16. децембра 1893. године.

### Изглед листа
Лист је штампан у формату 24cm.

### Периодичност излажења
Домаћи лист је излазио сваког 1. и 16. у месецу.

### Место издавања
Сомбор, од 1. јануара 1890. до 16. децембра 1893. године.

### Штампарија
Лист је штампан у Штампарији Антона Мужика.

## Рубрике
- Воћарство
- Подлистак
- Пчеларство
- Винорадарство
- Ратарство
- Цвећарство

## Уредници
Власник, издавач и одговорни уредник је био Стеван Коњовић.

## Галерија
- Домаћи лист; насловна страна, бр. 1, 1. јануар 1893.